# Coconut Tree
Coconut Tree est un single de Mohombi en duo avec Nicole Scherzinger extrait de son premier album MoveMeant. Il est sorti le 15 avril 2011 en téléchargement numérique en Suède. La chanson a été écrite par RedOne, AJ Junior, Mohombi, Bilal « Le Chef », Jimmy Joker, Beatgeek et produite par RedOne. Elle a culminé en 8e place sur le Sverigetopplistan.

## Clip vidéo
Un clip vidéo accompagnant la sortie de Coconut Tree, dirigé par Director X, a été mis en ligne pour la première fois sur YouTube le 31 mai 2011.

## Classement
| Classement (2011–12)                   | Meilleure position |
| -------------------------------------- | ------------------ |
| Belgique (Flandre Ultratop 50 Singles) | 13                 |
| Canada (Hot 100)                       | 80                 |
| France (SNEP)                          | 75                 |
| Norvège (VG-lista)                     | 9                  |
| Slovaquie (IFPI Rádio)                 | 32                 |
| Espagne (PROMUSICAE)                   | 11                 |
| Suède (Sverigetopplistan)              | 8                  |